# 宮城県道55号定義仙台線
宮城県道55号定義仙台線（みやぎけんどう55ごう じょうぎせんだいせん）は、宮城県仙台市青葉区の西方寺（定義如来）と仙台市街の北西部を結ぶ県道（主要地方道）である。

## 概要
定義如来の門前町を起点とし、大倉地区では、大倉ダムが作る大倉湖の東岸を通る。芋沢地区では広瀬川の北岸を通り、芋沢地区南部を縦貫する。国道457号と短い距離重複したのち、仙台市青葉区郊外の郷六までを結ぶ。昔の定義街道にあたり、1958年（昭和33年）3月31日に県道になった。道路の管理は仙台市が行っている。

### 路線データ
- 実延長：19972.4 m[1]
- 起点：仙台市青葉区大倉（西方寺前）
- 終点：仙台市青葉区郷六（宮城県道31号仙台村田線交点）

## 歴史
古くから定義如来（浄土宗西方寺）に向かう複数の道（定義道）の中でもっとも重要な道で、仙台から向かう人はこの道をたどった。明治時代には道々に見えるものを教える定義参詣道中唄が作られ、街道沿いのところどころに茶屋があった。
芋沢地区では古い時代の街道と現在の県道とはほぼ経路をとるが、大倉地区ではかつての街道は大倉川西岸を、今の県道は東岸を通り、大きく異なる。両岸ともに古くから集落と道があり、どちらを通っても最終的に定義如来には行けるので、幾分かは道の指定の問題にすぎない。しかし、大倉の盆地の南北で山が川に迫って崖をなす地形をどう克服するかに関わる歴史も背景にある。
その障害の一つは、現在の大倉ダムの南側である。古い道は、大倉川左岸（東岸）の支流である夜盗沢とその北にある標高470メートルの高柵山に阻まれ、下流の下倉で大倉川を渡るか、山道に入って大きく迂回した。これあるがために、大倉の人々は今の定義街道を好まず、山道をたどって芋沢川沿いに出る芋沢街道を利用したという。1884年（明治17年）に高柵山にトンネルが掘られ、これにあわせて夜盗沢で東に迂回する道が作られ、定義街道が便利になった。その頃はトンネルをぬけてから、天狗橋で西に渡り、定義如来まで川の西岸をたどった。大倉ダムが建設されたとき、ダムの川上にあった天狗橋は水没したが、ダムの川下、高柵山の南に新天狗橋が作られた。これによってトンネルにかわる現在の経路ができた。
もう一つは、定義如来がある谷間に出る所である。大倉川の西岸をたどった道は、ここで標高483メートルの高森という山を越えて定義に出た。東岸から来た道も、滝の上橋で西岸に渡って高森越えのために合した。後に山越えなしに河岸の崖沿いにたどる道が作られた。現在の県道は、大倉ダムからずっと東岸を通り、定義如来の直近で定義橋によって西に渡る。
宮城県道仙台定義道として幅6メートルで整備された。1952年（昭和27年）に大沢橋を通って赤坂まで通じる仙台市営バスの大沢線が運行をはじめ、後に芋沢西部の青野木まで伸びた。現在はさらに延伸され、大型車が入れる限界の畑前北まで乗り入れている。

## 年表
- 1923年（大正12年）4月20日 - 旧道路法に基づく府県道認定にて「仙臺定義線」（起点：仙臺市大町、終点：宮城郡大澤村大倉、経過地：郷六、芋澤）が路線認定される。[7]
- 1958年（昭和33年）3月31日 - 一般県道61号として「定義仙台線」が県道に認定される。[8]
- 1989年（平成元年）4月1日 - 仙台市の政令指定都市移行に伴い、管理が宮城県から仙台市に移管される。
- 1993年（平成5年）
  - 5月11日 - 建設省から、県道定義仙台線が定義仙台線として主要地方道に指定される[9]。
  - 10月19日 - 県道番号が決定[10]され、従前の一般県道61号から、県道55号に変更される。（12月1日より施行）

## 路線状況
愛子盆地と大倉湖畔を除けば全体を通して険しい路線だが、改良も行われつつある。正月には初詣客による渋滞が発生する。
この県道は芋沢の古くからの中心集落である赤坂を通過するが、芋沢を東西に結ぶ道路としては、この県道と並行して、仙台市道が赤坂川を隔てた北側を通っている。住宅団地の中を通る市道のほうが自動車の通行には適している。
市営バスが乗り入れない下倉 - 畑前北の区間は幅員狭小の未改良区間であり、しばしば災害により通行不能となる。近年では、2025年～2027年（令和9年）にかけて長期の通行止めが予定されている。

### 重複区間
- 宮城県道263号泉ヶ丘熊ヶ根線（青葉区大倉小学校前 - 青葉区大倉下倉）
- 国道457号（青葉区芋沢字大竹新田）

## 地理
仙台市都心部から広瀬川北岸を西に向かう宮城県道31号仙台村田線が、生瀬橋で南に渡る手前で、県道55号が分岐する。県道は権現森が川に迫る広瀬川北岸を西に向かい、芋沢川を小川橋で渡って愛子盆地に出る。近くの大沢橋で広瀬川を渡った国道457号とは短い区間重複する。このあたりが大竹の集落である。以後は広瀬川と分かれて芋沢地区を西北西方向に横切り、途中で赤坂の集落を通過する。
新天狗橋で大倉川西岸に渡り、宮城県道263号泉ヶ丘熊ヶ根線と合流して北に向かう。大倉ダムの堤体を通って東岸に戻り、大倉湖にそってさらに北に行き、その途中で県道263号と分かれる。大倉川を定義橋で渡ると、山あいにある定義如来の門前町である。

### 通過する自治体
- 仙台市（青葉区）

### 交差する道路

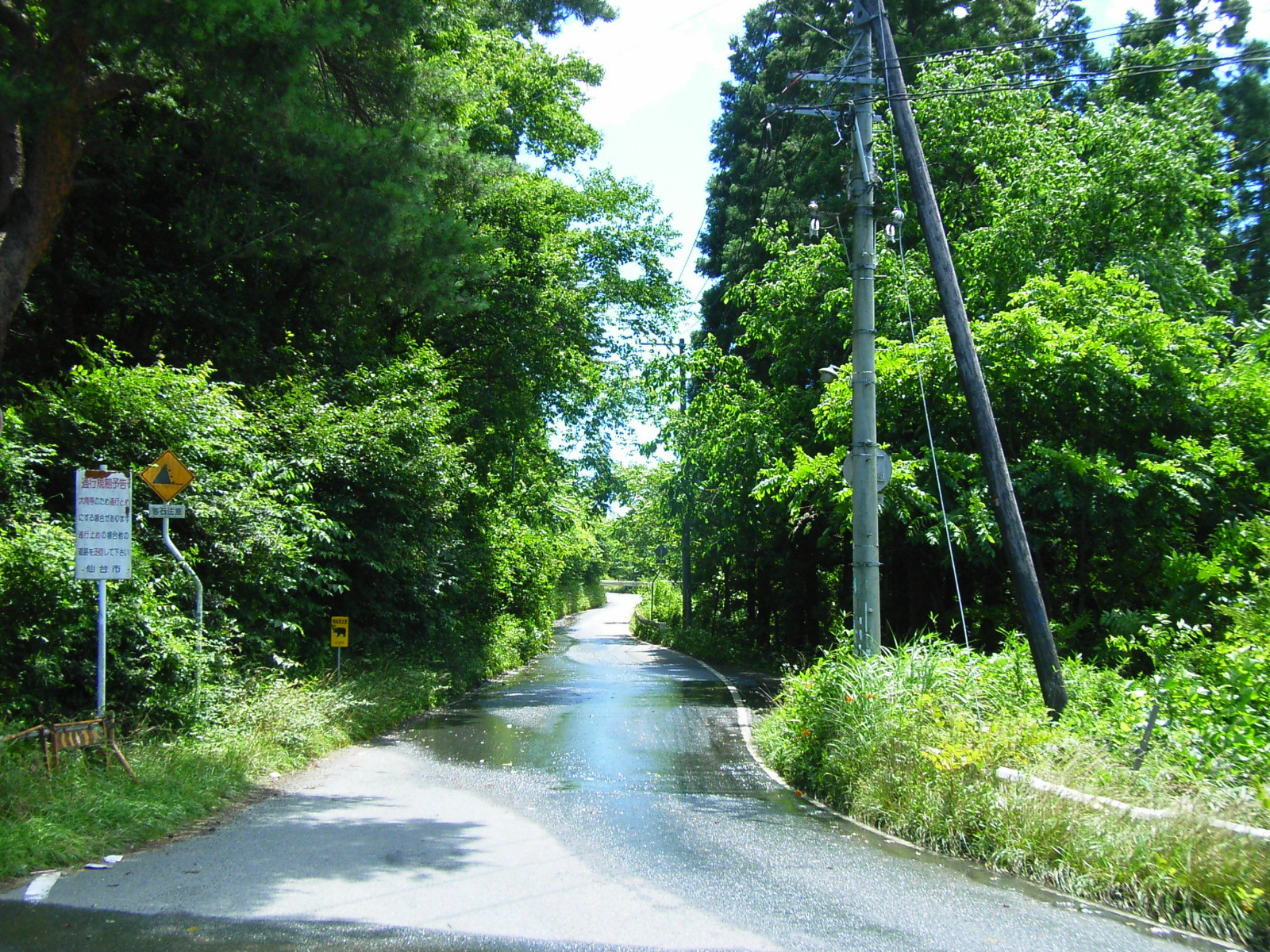
広瀬川と芋沢川の合流点付近（2005年）

- 宮城県道263号泉ケ丘熊ケ根線（青葉区大倉下倉）
- 国道457号（青葉区芋沢字大竹新田）
- 宮城県道31号仙台村田線（終点）

### 沿線にある施設など
- 極楽山西方寺（仙台市青葉区大倉上下）
- 仙台市立大倉小学校（仙台市青葉区大倉墓前）
- 仙台環境開発大倉ダム（仙台市青葉区）
- 仙台市立川前小学校（仙台市青葉区芋沢赤坂）
- 愛子大仏（仙台市青葉区芋沢大竹原）